# Алтарь Святой Марии
Алтарь Святой Марии (нем. Marienaltar) — алтарный образ работы Конрада фон Зоста, выполненный для дортмундской церкви Святой Марии около 1420 года. Этот триптих в стиле интернациональной готики является главным алтарём церкви в Дортмунде. «Алтарь Святой Марии» — последняя известная на сегодняшний день работа художника, которую он завершил незадолго до своей смерти.

## История
За время своего существования алтарь подвергался переделкам, в результате которых часть авторской живописи была утрачена. Первоначально «Алтарь Святой Марии» представлял собой складной триптих, сегодня доски внешней стороны находятся за раскрытой лицевой частью, их можно увидеть, лишь обойдя алтарь. Красочный слой внешних досок сохранился гораздо хуже, чем внутренних.
Первоначально триптих был частью готического алтаря. В 1720 году бургомистр Дортмунда Дитмар Вессель Нис финансировал сооружение в церкви 16-метрового барочного алтаря. Чтобы включить в него «Алтарь Святой Марии», его доски обрезали и изменили их расположение. Новая композиция ставила в центр событий Иисуса, отводя Марии роль второго плана. В первом ярусе сооружения были помещены две боковые створки, объединённые общим люнетом. Нижние края досок, где находились надписи, прославляющие Марию, были закрашены примерно на 20 см. Сохранилась ранняя копия алтарной композиции, в настоящее время по ней можно судить о том, как выглядело произведение Конрада фон Зоста до переделки.
Вид барочного алтаря известен по фотографиям Карла Баумана, сделанным в 1890-х годах. Его изучал, используя имеющиеся документы из ведомства бургомистра Ниса, Вольфганг Ринке. Между 29 ноября 1944 года и 12 марта 1945 года при бомбардировке Дортмунда алтарь был разрушен, во время войны были утрачены также дополнения XVIII и XIX веков, которые не были эвакуированы.

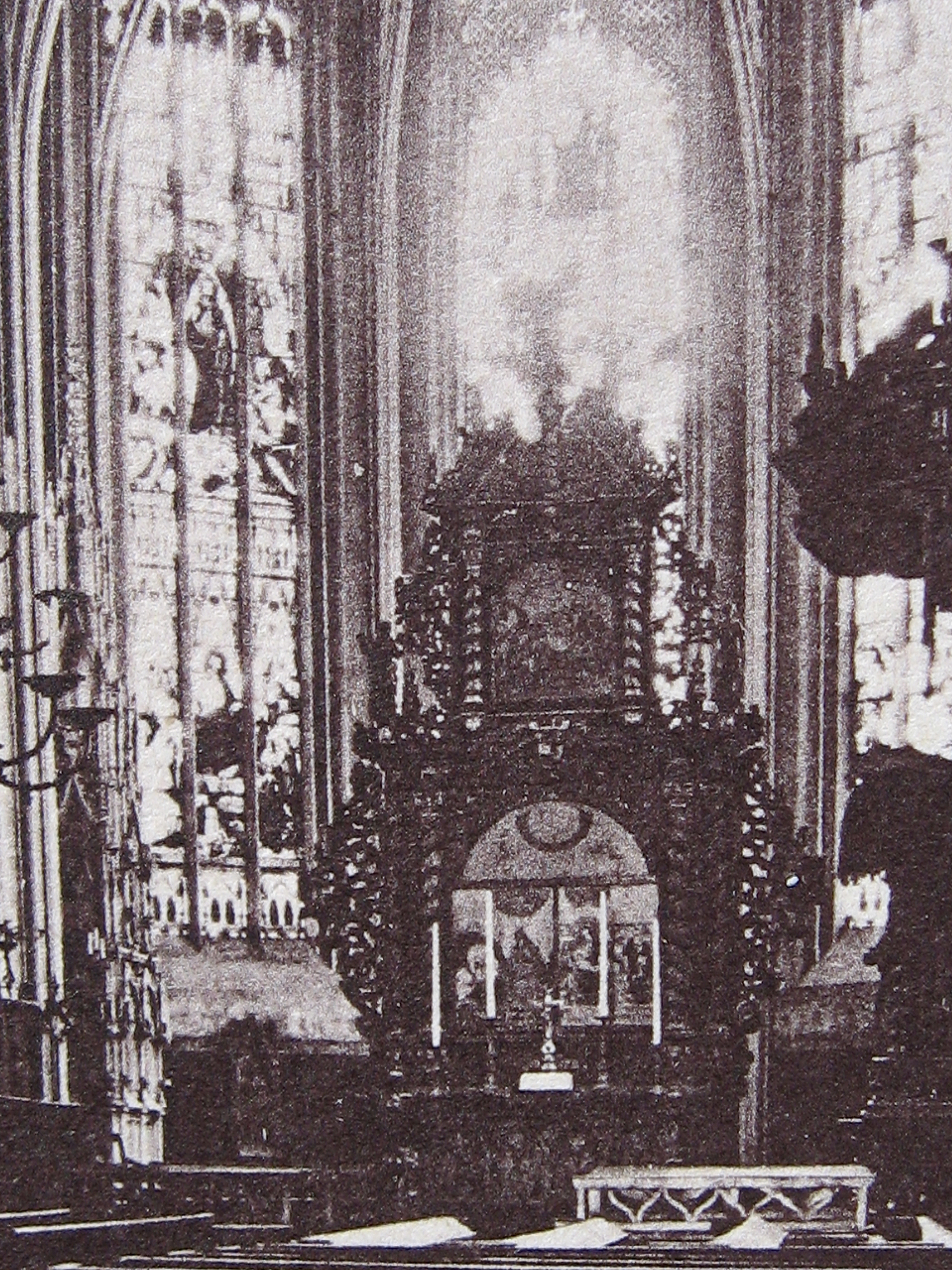
Барочный алтарь. Средняя доска установлена в верхнем ярусе сооружения. Фотография XIX века

В 1848 году для защиты от полного разрушения красочного слоя обратная сторона алтаря была оклеена газетной бумагой. В 1926 году для реставрации предполагалось разделить внешние и внутренние части крыльев алтаря. Для большой выставки «Тысячелетие Рейнланда», проходившей в Кёльне,
община Марии предоставила «Алтарь Берсвордта» и «Алтарь Святой Марии». Смотритель Музея Вальрафа-Рихарца Отто Фёрстер предложил общине принять алтарь на полную реставрацию и для этого разъединить доски крыльев. Они уже находились у реставратора Роберта Хироними, когда община решила не разделять их и отложить продажу. Как выяснилось уже после войны, это сохранило алтарь от окончательного уничтожения. Рентгенографическое исследование левого и правого крыльев алтаря показало, что отдельные доски, из которых они были составлены, внутри были соединены железными дюбелями, незаметными при обычном осмотре. Если бы доски попытались разъединить, то они бы раскололись.
Во время Второй мировой войны по инициативе дортмундских музейных директоров Рольфа Фрица (Музей искусства и истории культуры) и Леонии Райгерс (Музей в Оствале) алтарные доски были переданы на склад немецких музеев в замке Лангенау в Гессене.
С 1948 года алтарь находился в замке Каппенберг в помещении Музея истории искусства и культуры. В 1957 году доски были вставлены в металлические рамы в том порядке, в котором их разместил Зост. В настоящее время алтарь располагается на престоле в алтарной части дортмундской церкви Святой Марии.

## Композиция алтаря

### Общие сведения
- Алтарь Святой Марии Конрада фон Зоста. Ок. 1420<br

"Алтарь
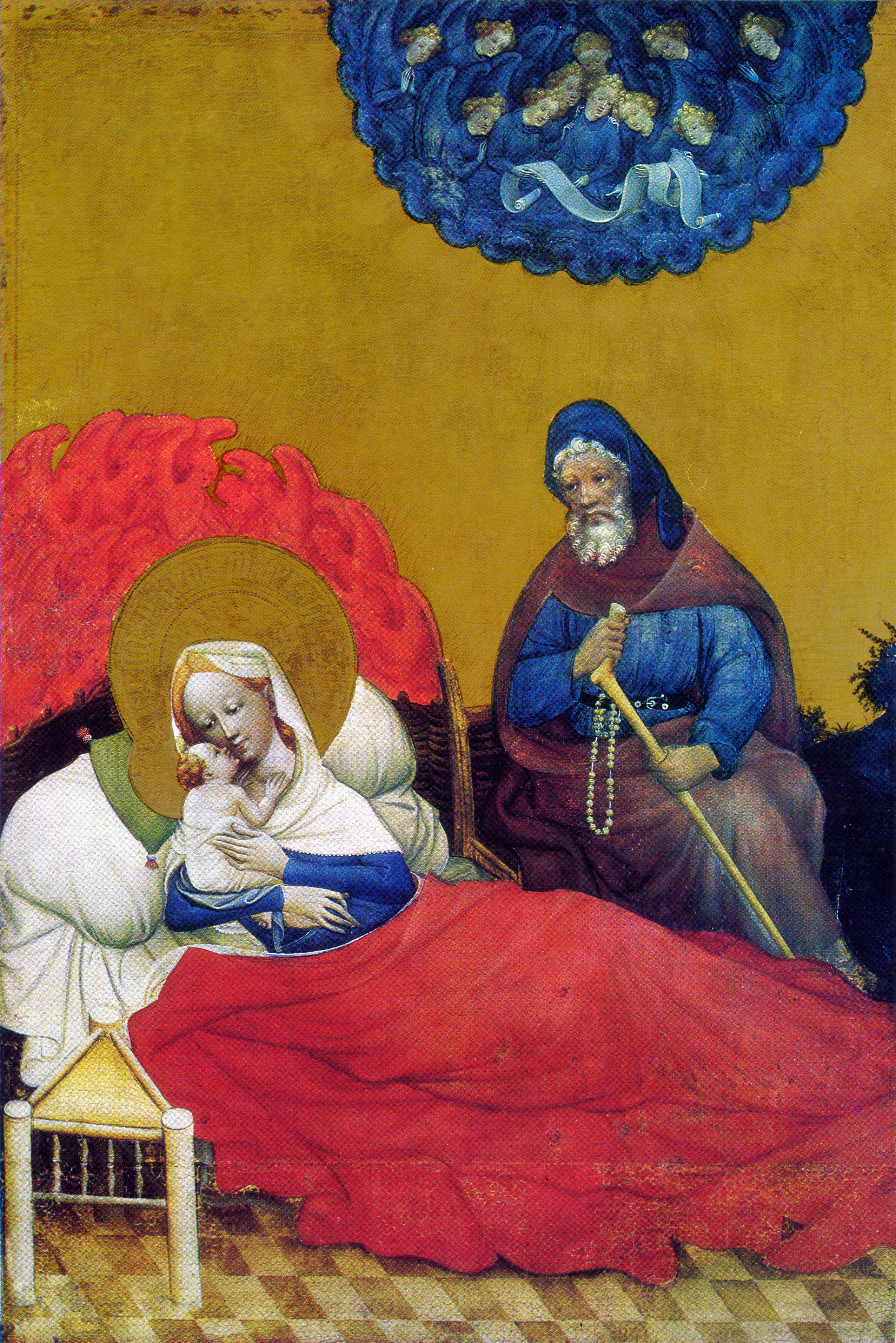
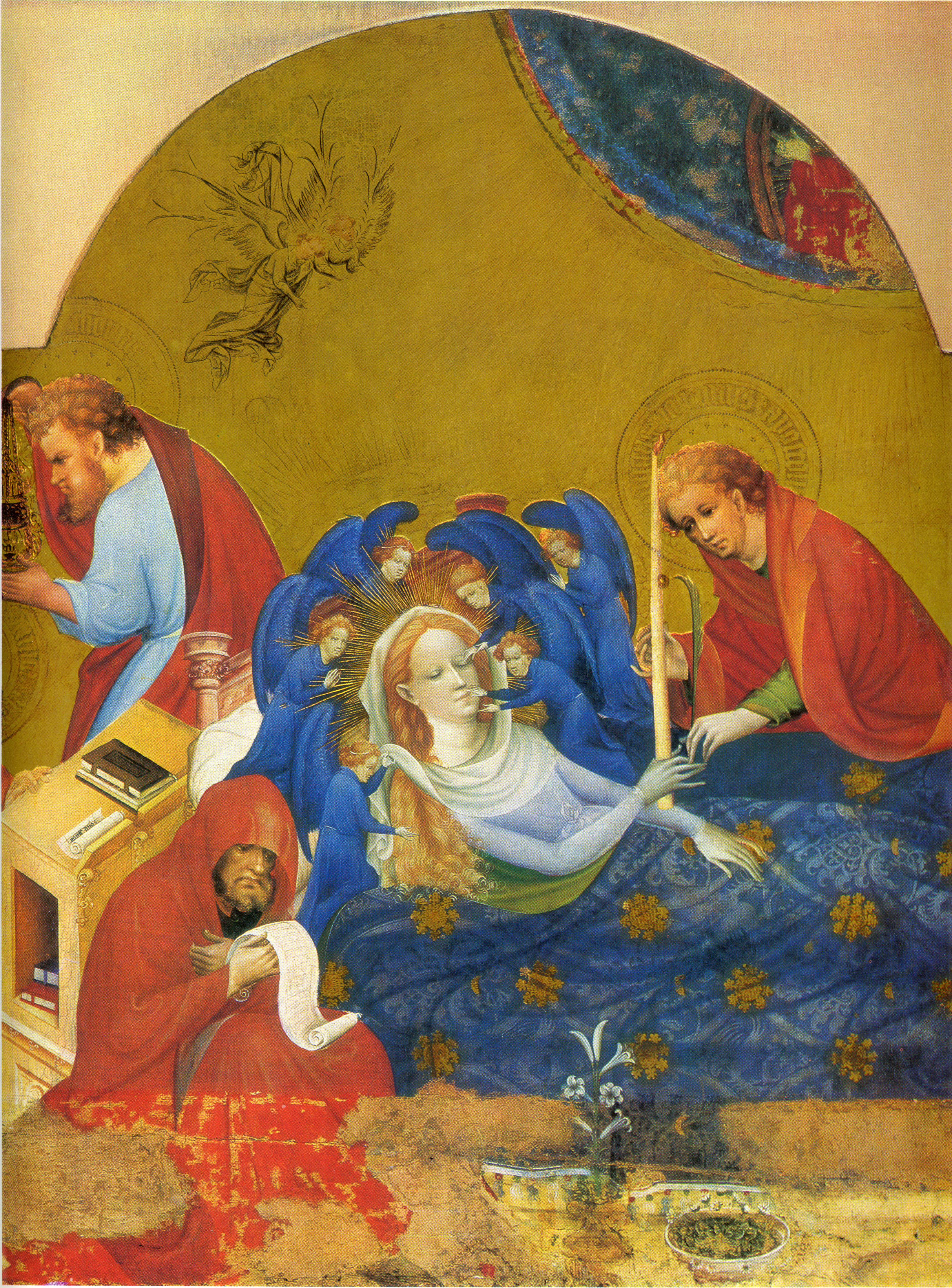
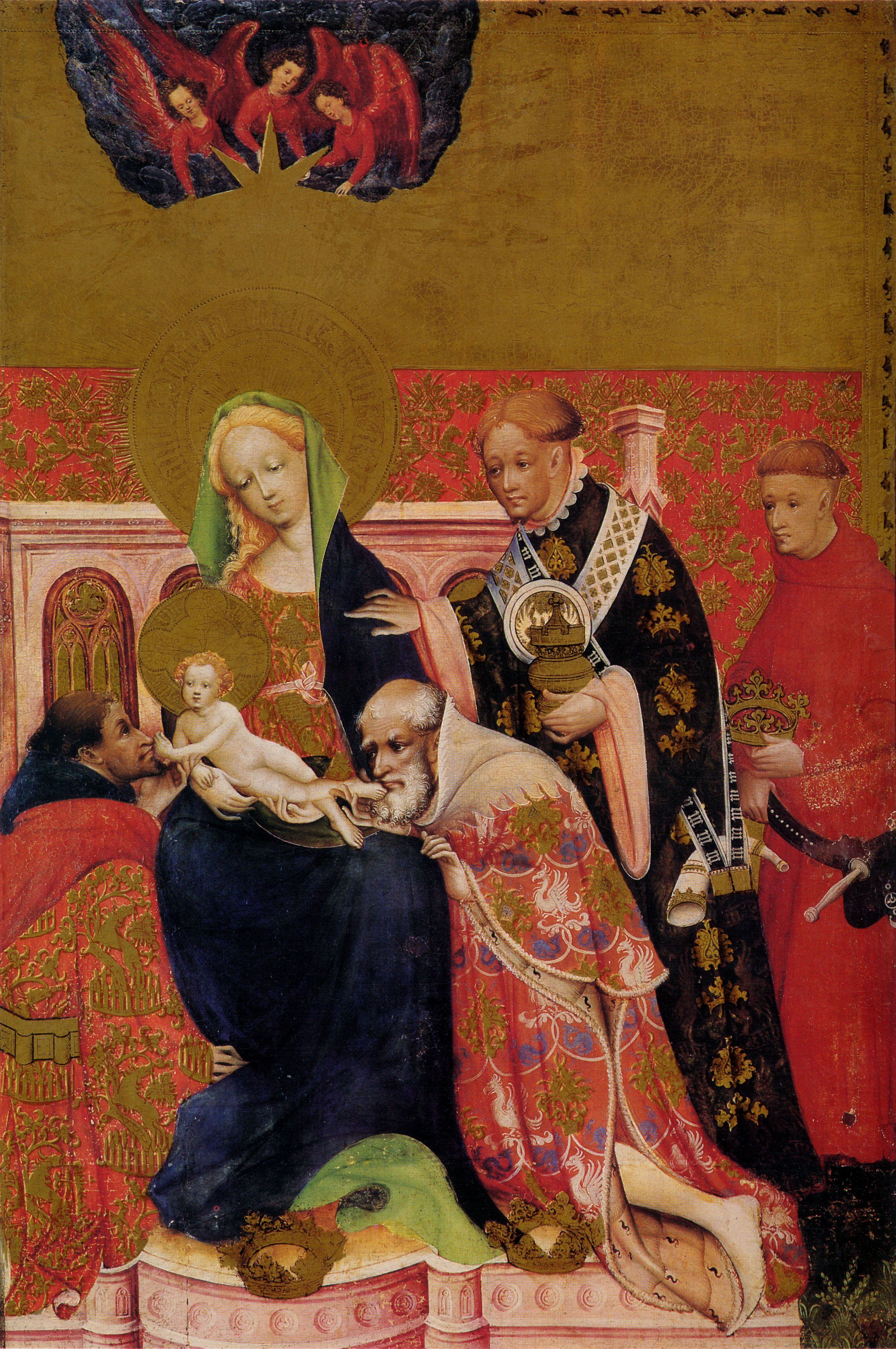

Высота крыльев алтаря — 1,40 м, несколько ниже (из-за переделок, предпринятых в начале XVIII века) центральная часть. На досках имеются следы поновлений и ранних реставраций. Живопись на обратных сторонах крыльев алтаря повреждена сильнее, в некоторых местах красочный слой осыпался — самые большие его утраты на доске с «Благовещением». Представлены только сцены из жизни Марии, что для живописи Северной Германии того времени необычно.

### Рождество Христово

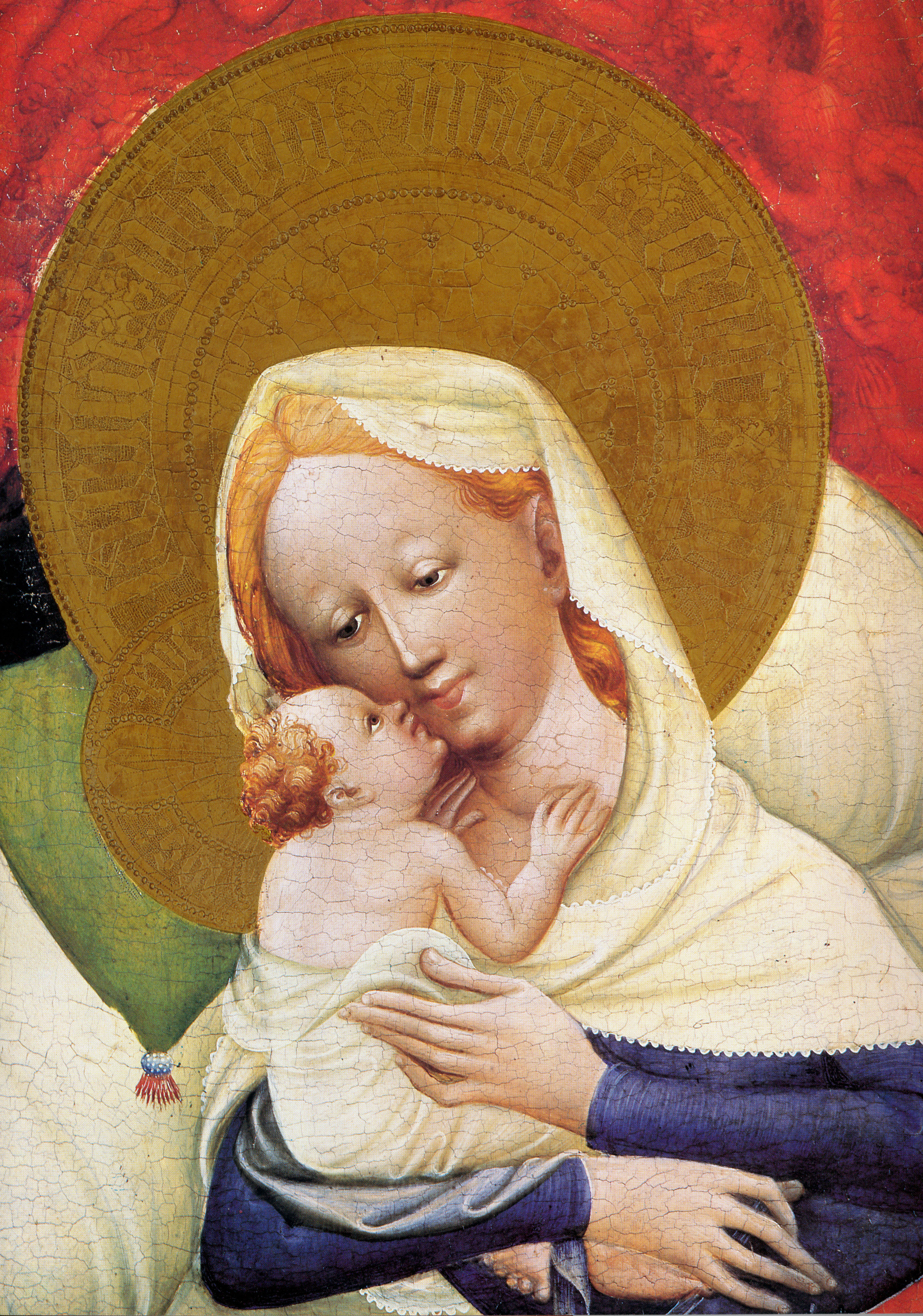
Фрагмент левого крыла алтаря, Мария и Иисус

На внутренней стороне левого крыла алтаря изображено Рождество Иисуса. В цветовой гамме господствуют золото, яркие красный и синий цвета. Плетёная ограда за ложем Марии указывает на место, где произошло событие, — хлев, временное пристанище роженицы. Изображение ограды остаётся лишь символическом намёком, так как пол выложен керамическими плитками, как в жилом помещении. Судя по копии алтаря, выполненной для церкви Святого Вальпургия в Зосте, изображение кормушки, около которой стоят бык и осёл, находилось справа, на утраченной части створки.
При более внимательном рассмотрении пламенное красное кольцо за кроватью оказывается облаком из ангелов. Над сценой располагаются поющие (о чём сообщает надпись на ленте) синие ангелы. Черты ангельских лиц лишены какой-либо индивидуальности. Золотой фон, образованный нимбами, концентрирует внимание зрителя на смотрящих друг на друга матери и сыне. Мария нежно обнимает младенца, мягко касающегося её шеи, словно собираясь его поцеловать. Надписи на нимбах разбираются с некоторым трудом (у Марии: Sancta Maria, mater Cristi vir(go); у Иисуса: Jesus Christus). Иосиф представлен пожилым мужчиной с седыми волосами и бородой. На его поясе, в соответствии со средневековой традицией, изображены чётки. Тонкие насечки-лучи частично заполняют золотой фон.
Андреа Цупанцик (нем. Andrea Zupancic), сравнивая «Алтарь Святой Марии» с работой Мастера Берсвордского алтаря, отмечает, что Конрад для достижения бо́льшего эффекта сокращает диапазон применяемых цветов. Изображая человеческое тело, одеяния Иосифа, он использует тонкую нюансировку. Однако, обращаясь к главному сюжету, он применяет чистые, почти локальные цвета. Светящийся красный цвет ангельского облака над кроватью Марии повторяется в одеяле. Мария с младенцем заключены в своеобразную раму, отделяющую их от других персонажей. Цвет здесь исполняет две совершенно различные функции. С одной стороны, он помогает достичь наибольшего реализма, с другой — является носителем символического значения. Построение композиции характерно для живописи поздней готики: в центре на золотом фоне, лишённом пространственной глубины, расположены несколько фигур, ландшафт показан только намёком, как у итальянских мастеров раннего Возрождения.

### Смерть Марии

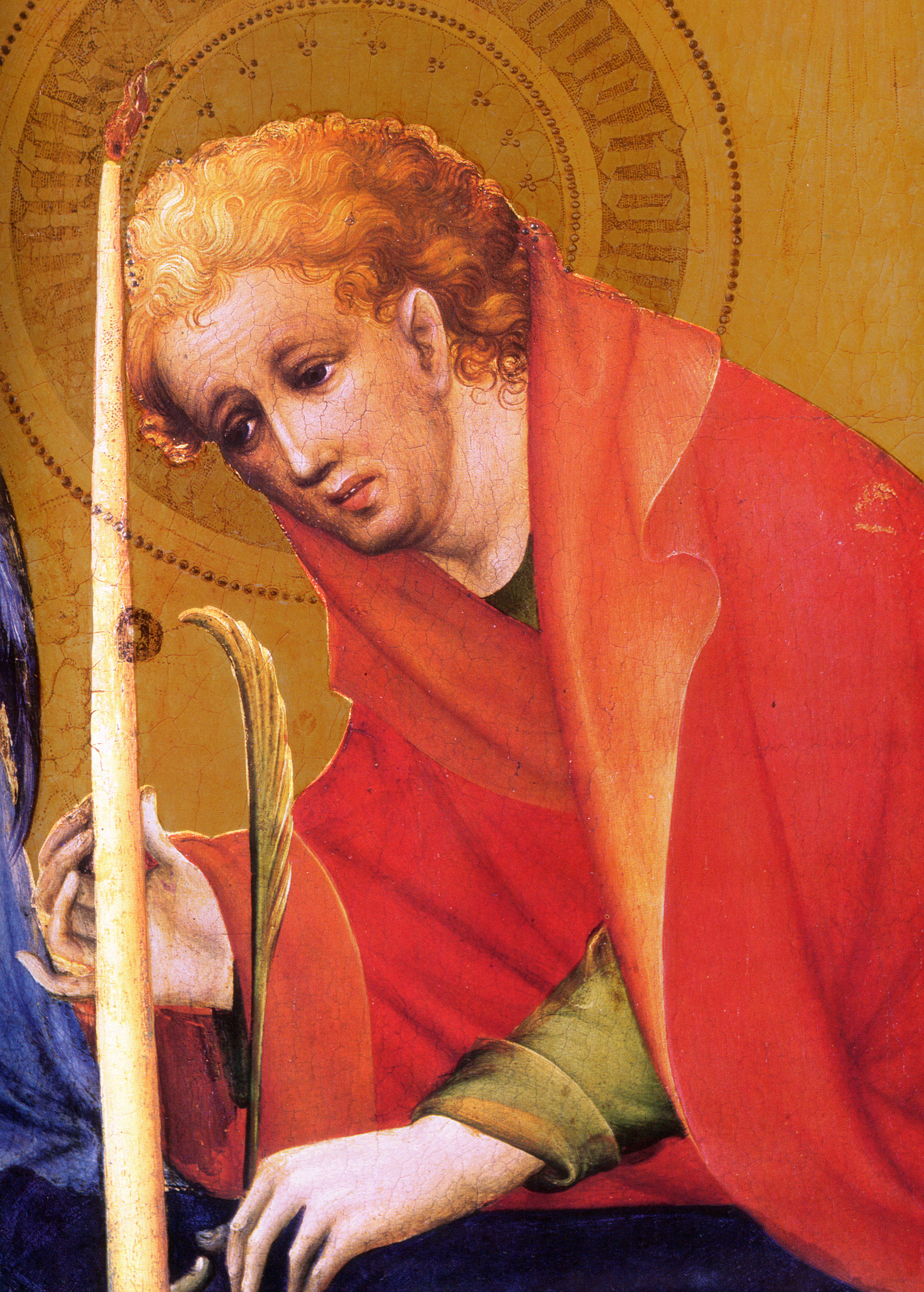
Фрагмент центральной части, апостол Иоанн

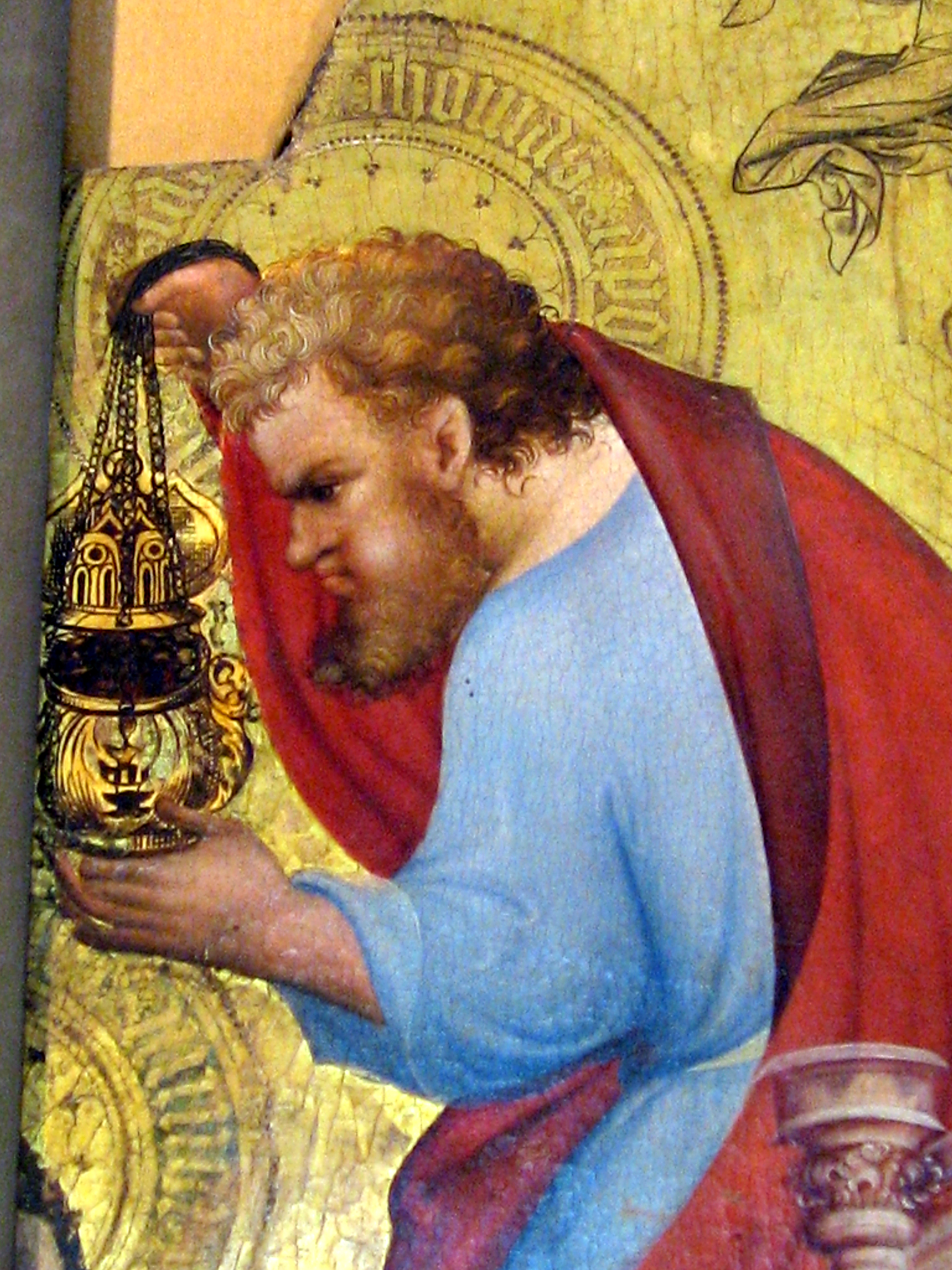
Фрагмент центральной части, апостол Фома. Виден вырез доски, сделанный в XVIII веке

Центральная доска алтаря в результате переделок была значительно уменьшена и повреждена записями в нижней части. Рольф Фриц пришёл к выводу, что обрезано было около половины доски. Вероятно, первоначально она представляла всех апостолов перед смертным ложем Марии. Рольф Фриц обратил внимание на то, что изображение следует иконографии Успения. По сказанию, Мария умерла на том месте, где позднее был выстроен Храм Успения Пресвятой Богородицы, к югу от старой части города Иерусалима на горе Сион, в окружении апостолов. Изображения этого события следуют определённой типологии, которая прослеживается и у Конрада фон Зоста. В центре картины представлена умирающая, художник изобразил её такой же юной, как и в сцене «Рождества». Фигура Марии выделяется на фоне синих одеяний ангелов. Два ангела закрывают её глаза и рот, третий расправляет длинные распущенные волосы, указывающие на её девственность. Три персонажа в плащах красного цвета окружают Марию. Апостол Иоанн, представленный здесь в виде молодого мужчины, подаёт ей погребальную свечу — символ смерти, в другой руке он держит пальмовую ветвь — знак вхождения в Рай. Слева апостол Фома разжигает кадило с ладаном. Коленопреклонённый апостол читает свиток, капюшон, наброшенный на голову, словно отделяет его от всего происходящего, заставляя сосредоточиться на тексте. В настоящее время буквы на свитке обозначены только бледными линиями. Попытки разобрать надпись, предпринимавшиеся ранее, помогли восстановить часть текста, тринадцать строк были прочтены в инфракрасных лучах:

…благодать излилась из уст Твоих; посему благословил Тебя Бог на веки (Пс. 44:3)… радуется хор ангелов и с ними Бог… Аллилуйя.
Оригинальный текст (нем.)diffusa est/gratia in la/biis tuis prop/tera benedi/xit te deus / unleserlich, vielleicht Schlussformel: et in saeculum saeculi/laus copia/ Gaudent / chori ange/loru(m) consor/tiu(m) et era/cuiuis deu(s)./alleluja
— Hans-Walter Storck
По объяснению Ханса-Вальтера Шторка, начало текста происходит из Ordo commendationis animae. Эта молитва с VIII века читалась над умирающим. Вверху справа видна протянутая с небес рука Бога, готового принять душу Марии. Лишь однажды в триптихе появляется мотив Иисуса в роли всемирного властителя — на внешней стороне алтарного крыла, в «Короновании Марии». Ангелы, парящие на заднем плане, возможно добавлены позднее — эти фигуры, как считают некоторые исследователи, относятся скорее к эпохе барокко. Вольфганг Ринке, изучая барочный алтарь, в который было включено произведение Конрада фон Зоста, отмечал, что на люнете, объединяющем сцены «Рождества» и «Поклонения», изображены две пары ангелов, в стиле, близком к изображению ангелов в «Смерти Марии»:

Их изящные головки, крылья и кажущаяся нервной барочная перегрузка богатыми складками одежд противоположны спокойно-расплывчатым крупным формам живописи Конрада.
— Wolfgang Rinke
По мнению Ринке, ангелы на люнете были добавлены реставратором Фридрихом Велшем и позолотчиком Штокманом между 1848 и 1850 годами.

В связи с этим возникает вопрос, является ли пара ангелов в «Смерти Марии» оригинальной живописью, то есть была ли она создана рукой Конрада. Потому что ни в одной из сохранившихся его работ не найдётся такой смело размещённой в пространстве фигуры и, к тому же, за исключением голов, выполненной почти как рисунок коричневым контуром. Проблема двух ангелов в «Смерти Марии» не рассматривалась ни старыми, ни новыми исследованиями, посвящёнными творчеству Конрада фон Зоста, — пусть она обсуждается здесь.
— Wolfgang Rinke
Однако Ринке не исключает полностью вероятность того, что ангелы могли быть написаны Конрадом, так как в его же алтаре из Бад-Вильдунга в эпизоде «Рождества» есть похожая фигура ангела с контурами, бегло очерченными коричневой краской. По мнению Ринке, вопрос о том, кто автор изображения летящих ангелов в «Смерти Марии», остаётся открытым.
Слева, на обрезанной части доски, был изображён ещё один апостол. На части нимба, расположенного ниже кадила, можно различить слово minor. Предполагается, что это стоящий на коленях апостол Иаков Младший.

### Поклонение волхвов

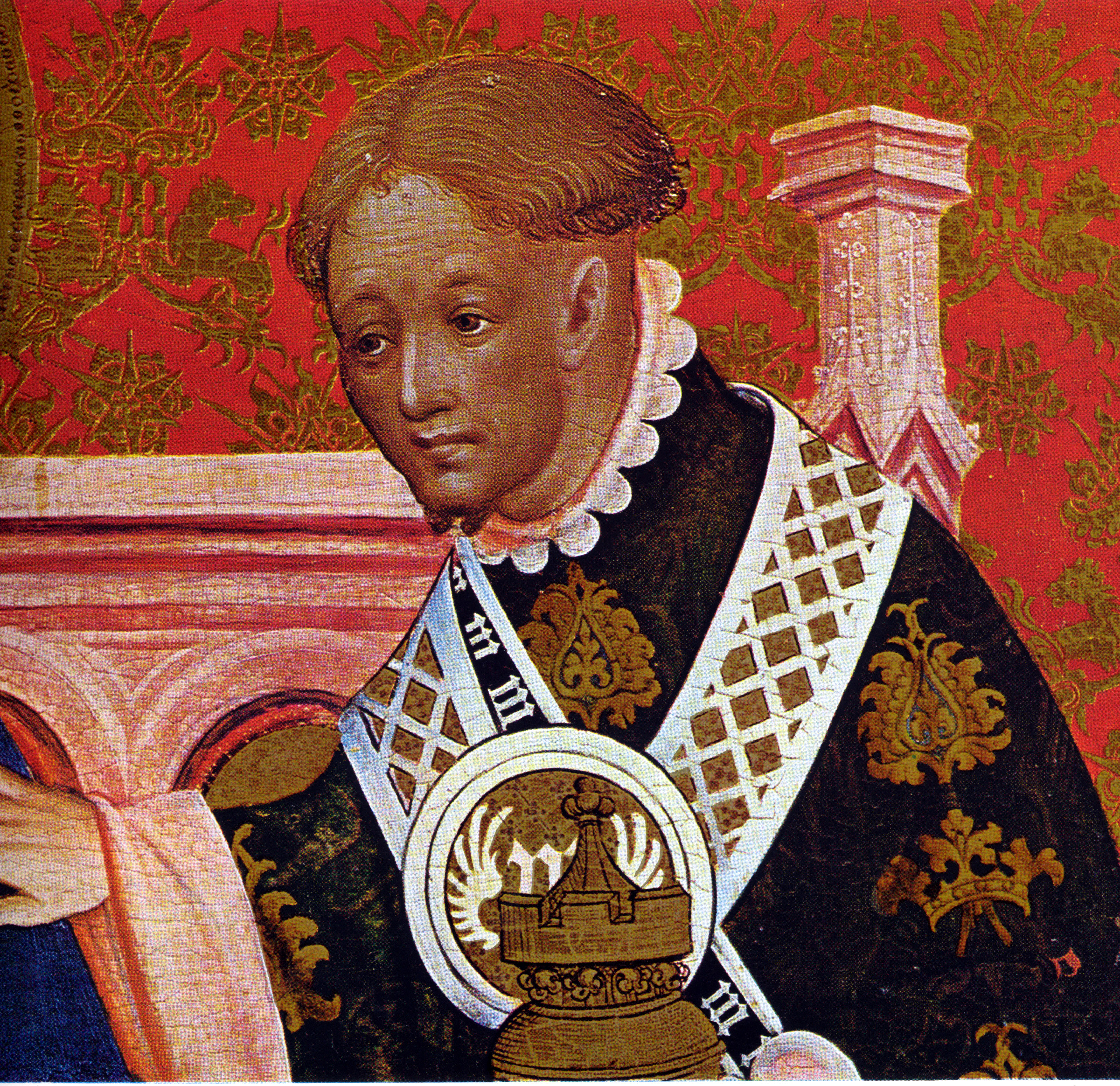
Поклонение волхвов. Фрагмент. Одежда на царе соответствует французской придворной моде. Буква «M» на перевязи — символ Девы Марии

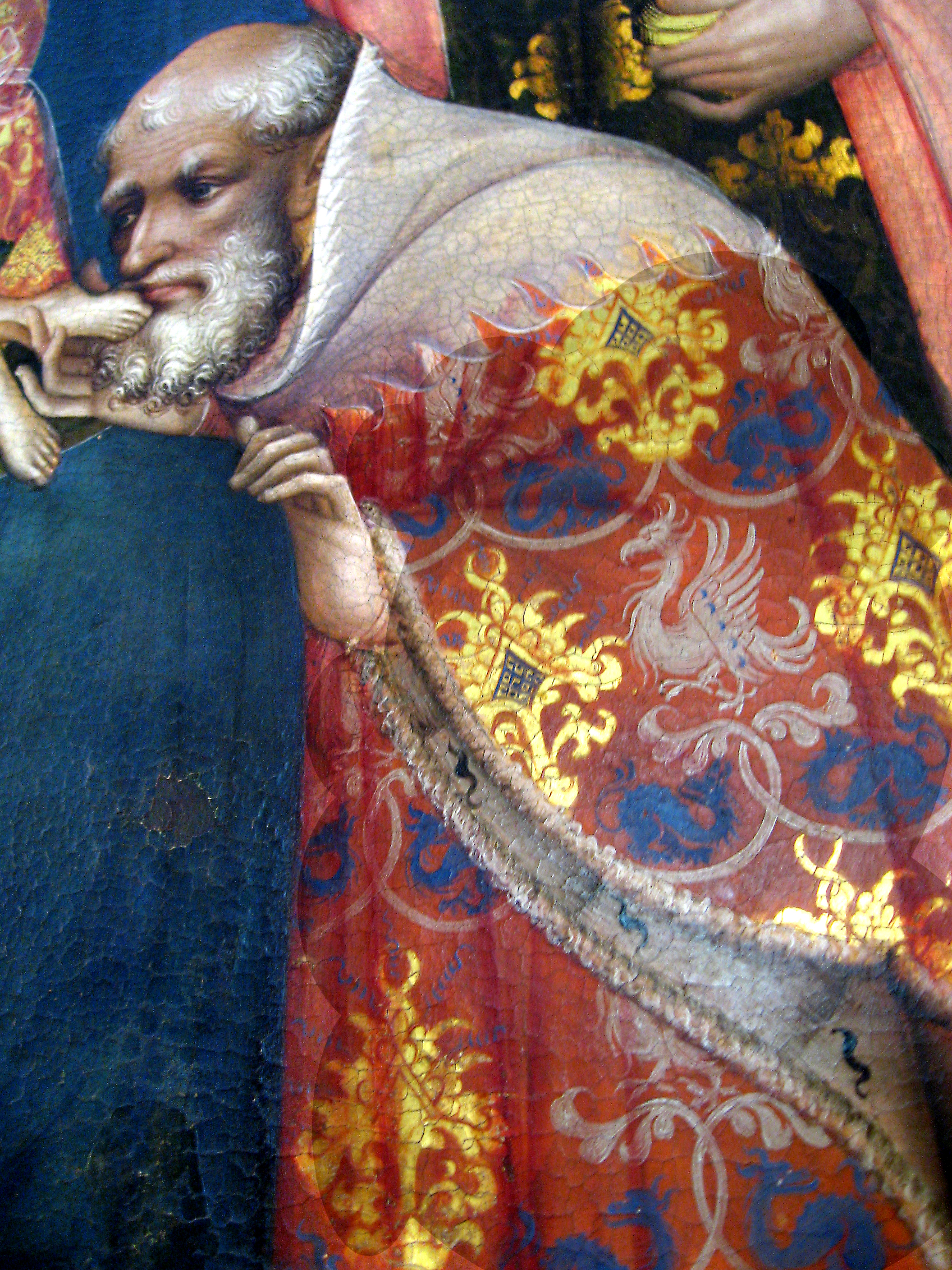
Поклонение волхвов. Фрагмент. Облачение старшего из царей

На правом крыле представлено Поклонение волхвов (трёх царей). Крыло алтаря срезано слева, так что центр симметрии композиции сдвинут. Мария восседает на троне, декор которого повторяет церковную архитектуру, оказавшую влияние на различных мастеров того времени и породившую живописные имитации, например, у Мастера алтаря Бланкенберх.
В этой части алтаря особенно ярко прослеживается воздействие интернациональной готики. Роскошный ковёр за троном и ценные ткани украшены мотивами гранатового яблока, изображениями грифонов, единорогов, меха. На перевязи одного из царей выткана буква «M» — первая буква имени Девы. Само богатство представленных здесь тканей свидетельствует, по мнению Аннемари Штауффер, об обширных торговых связях дортмундских купцов. Несомненное влияние бургундской моды в одежде персонажей и общая торжественная, «придворная» обстановка сцены породили в нескольких источниках предположения о путешествии молодого Конрада фон Зоста в Дижон. Однако эта гипотеза не имеет подтверждения в документальных источниках.
Золотой орнамент тканей передан с помощью оставленных незакрашенными областей фона, на следующем этапе были нанесены узоры краской. Линейные насечки, выполненные на доске, имитируют структуру ткани. В последнюю очередь прорабатывались складки, их глубина и форма передавалась исключительно с помощью цвета, без оптических сокращений.
Внешний вид Марии отражает представление того времени о женской красоте. Бледность, высокий лоб, светло-рыжие, пышные волосы и тонкие руки соответствуют аристократическому её идеалу. Мария облачена в высоко подпоясанное платье по придворной моде конца XIV века, её фигуру облегает синий с зелёной подкладкой плащ.
Три царя символизируют поклонение мира младенцу Иисусу. Они представляют три различные расы и три возраста человека, объединившиеся под его властью. Связь между царями обозначена через жесты их рук, касающихся либо Младенца, либо Марии.

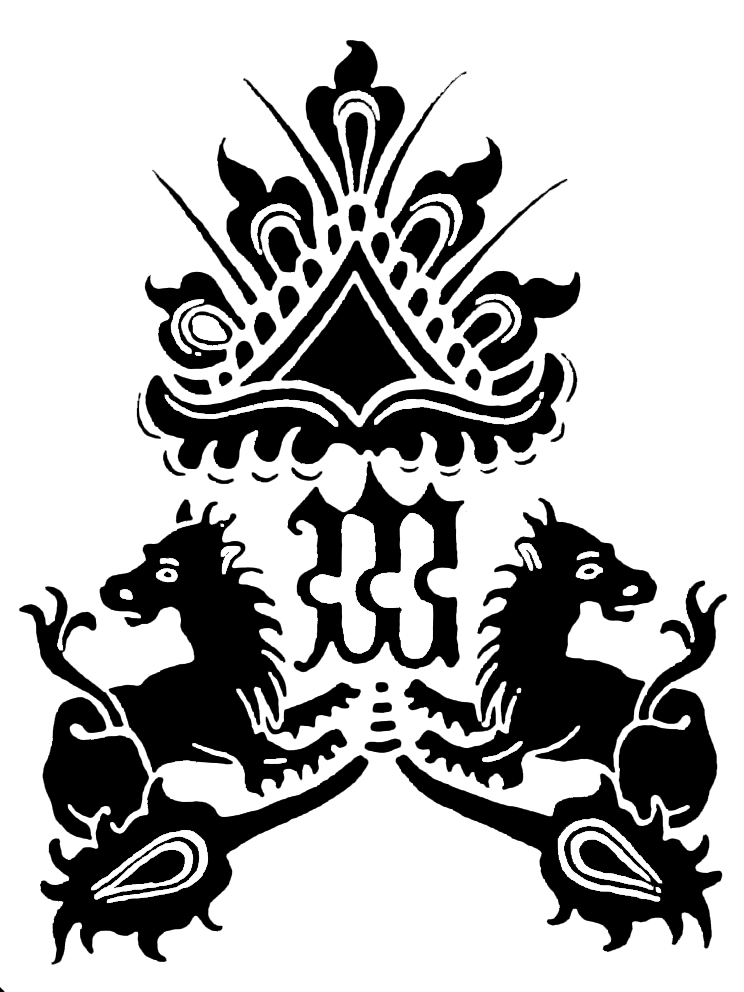
Мотив узора ковра за троном Марии (А. Лудорф[нем.], 1894)
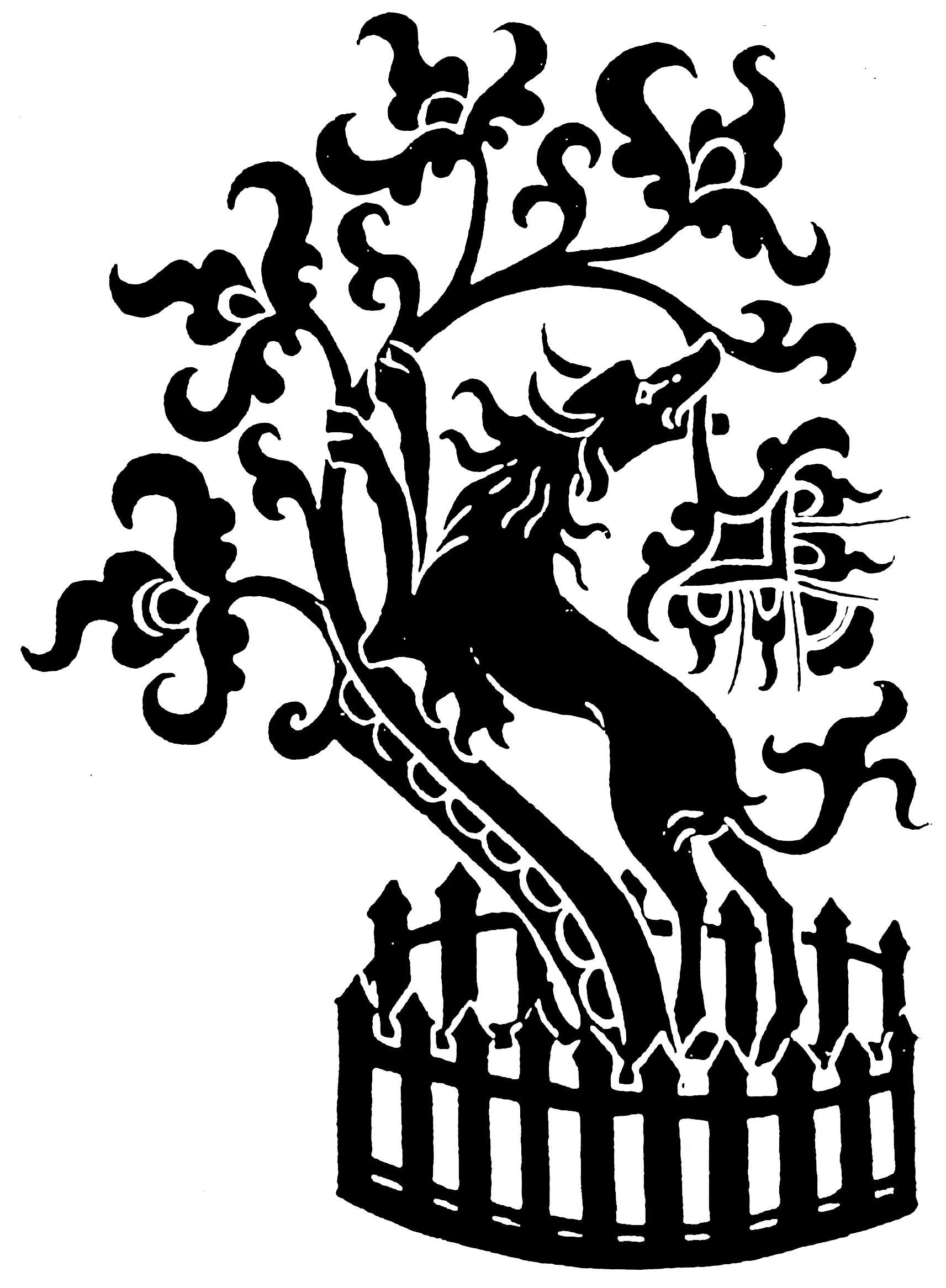
Мотив узора платья левого царя (А. Лудорф, 1894)
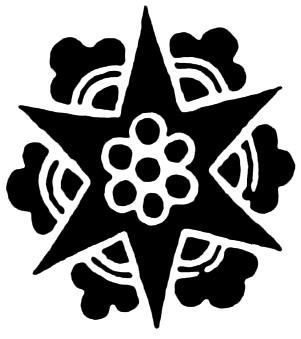
Мотив гранатового яблока (А. Лудорф)

### Оборотные стороны крыльев алтаря
На обратной стороне алтарных крыльев изображены сцены «Коронование Марии» Иисусом, представленным здесь властителем мира, и «Благовещение» — первый сюжет алтаря. Решённые в более скромном колорите (прихожане видели эти картины в обычные, непраздничные дни), эти сцены образуют временную рамку для событий, отображённых на внутренней стороне. Таким образом, комплекс картин алтаря получает хронологическое развитие истории Марии: от «Благовещения» к «Коронованию» с центральным сюжетом — «Смертью Марии».

Алтарь Святой Марии. Конрад фон Зост. 1420. Оборотные стороны крыльев
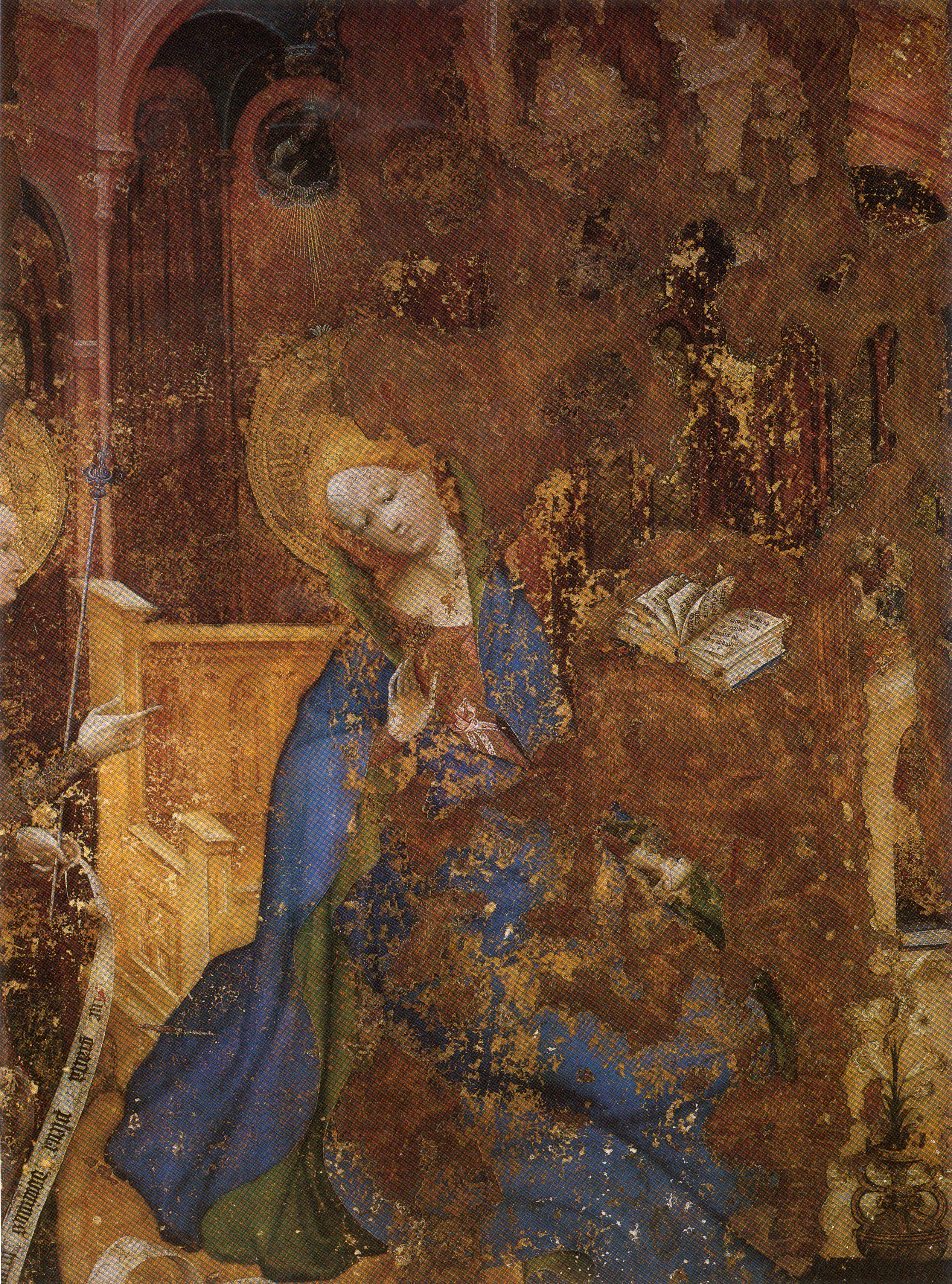
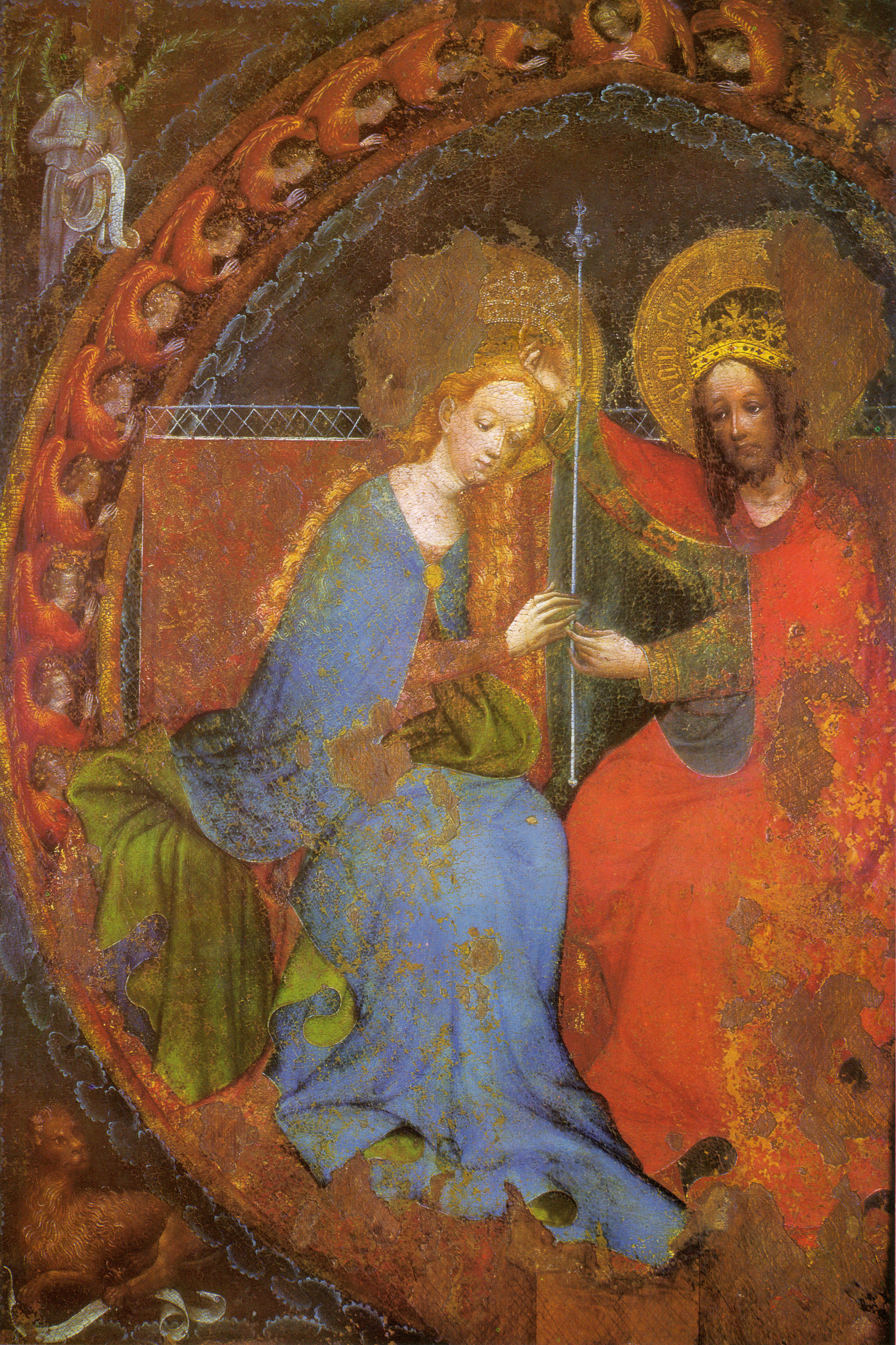

В «Благовещении» действие происходит в помещении, напоминающем церковное. Ангел держит ленту с надписью Ave gratia plena dominus (tecum?) (Радуйся, (Мария), благословенна ты, господь (с тобой)). Мария склоняет голову в знак смирения. Над ней фигура благословляющего Бога Отца, в направленных на Марию золотых лучах. По верхнему краю нимба Марии можно заметить белые перья — всё, что осталось от изображения Голубя Святого Духа, нисходящего на Марию. На нимбе Марии надпись Sancta. Ваза с белыми лилиями — символ чистоты Марии.
В «Короновании» Мария в синем плаще на небесах в окружении ангелов восседает на одном престоле с Иисусом. Он возлагает на голову Марии жемчужный венец и передаёт скипетр. Иисус как властитель мира изображён в короне и алой мантии. На нимбе вокруг его головы можно прочесть слова ego sum [resurrectio et vita?], вероятно, это начало фразы: «Я — возрождение и жизнь». В углах располагались символы четверых евангелистов. В настоящее время сохранились изображения льва евангелиста Марка и ангела Матфея. Символы евангелистов Луки (бык) и Иоанна (орёл) были утрачены при переделке алтаря в XVIII веке.

## Значение
Алтарь сочетает как элементы средневековой живописи: плоский золотой фон, представление размеров фигур персонажей в зависимости от их роли в повествовании, религиозную тематику, так и приметы влияния Возрождения: попытку построения перспективы, интерес к человеческой анатомии. Виртуозность живописной техники и бесчисленные параллели с мотивами придворного французского искусства дали возможность некоторым исследователям предполагать, что Конрад совершил в своё время поездку в Париж[уточнить].
Роскошное исполнение алтарного образа выражает желание заказчика достичь наибольшей репрезентативности. В «Алтаре Святой Марии» Конрад фон Зост воплотил дух свободного имперского города Дортмунда. Подобные произведения искусства, посвящённые святому-покровителю цехового братства, становились знаком одной из социальных групп города. Конрад фон Зост принадлежал к нескольким таким дортмундским объединениям, в том числе входил в братство Святой Марии. Барбара Вельцель видит в сцене поклонения трёх царей, в их прикосновениях к Младенцу Иисусу сознательное нарушение придворных ритуалов, выражение менталитета граждан города, противопоставляющих себя аристократии.

## Установление авторства

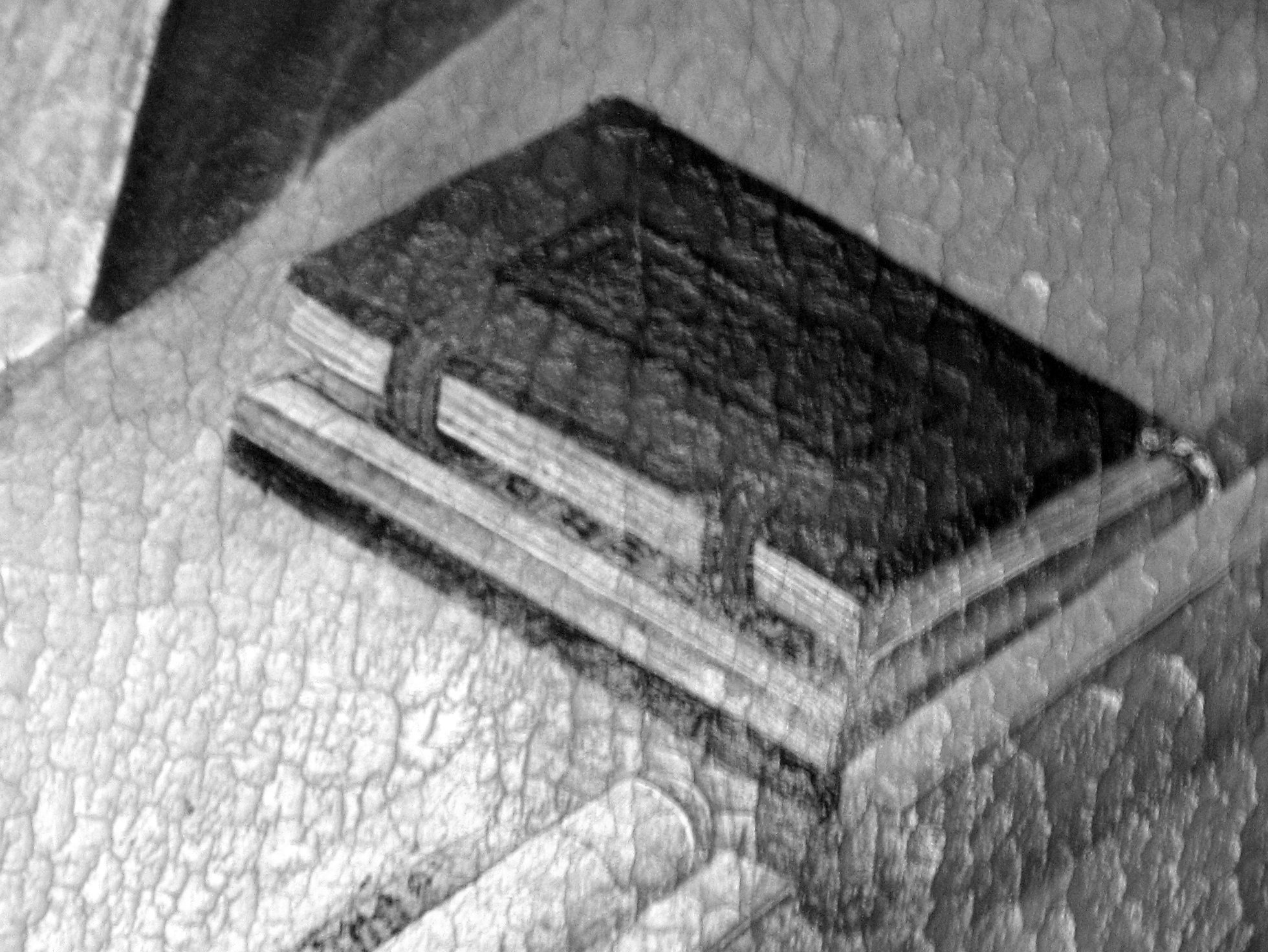
Подпись на странице книги

Уже с 1920 года искусствоведы атрибутировали «Алтарь Святой Марии» Конраду фон Зосту. Точное же установление авторства произошло в 1950 году, когда руководитель дортмундского Музея истории искусств и истории культуры Рольф Фриц обнаружил на центральной части алтаря скрытую подпись художника. За ложем Марии изображён стол с книгой, виден край одной из её страниц. Четыре буквы, прочитанные сверху вниз, образуют надпись con. d, которая считается аббревиатурой имени Конрада фон Зоста. Эта подпись и утраченная, но задокументированная подпись на «Алтаре Страстей Христовых» из Бад-Вильдунга делают Конрада фон Зоста первым северогерманским мастером, картины которого уверенно атрибутируются.

## Комментарии
1. ↑  Согласно Евангелию, прибыв из Назарета в Вифлеем на общую перепись населения Римской империи, Иосиф и Мария смогли найти в переполненном городе лишь место в хлеву (или под навесом для животных). См. Дзуффи С. Эпизоды и персонажи Евангелия в произведениях изобразительного искусства / пер. с итал. В. Ю. Траскина. — М.: Омега, 2007. — С. 68. — 383 с. — (Энциклопедия искусства). — 3000 экз. — ISBN 978-5-465-01501-1.
2. ↑  В настоящее время находится в мюнстерском Ландмузеуме.
3. ↑  Святая Мария, мать Христа, Дева.
4. ↑  Иисус Христос.
5. ↑  Сегодня подпись невозможно рассмотреть; по мнению историка XVIII века Людвига Варнхагена, это был текст Conradum pictorem de Susato; см. Brigitte Corley: Conrad von Soest, S. 199.